# Castello Sforzesco
Castello Sforzesco – ceglany zamek w centrum Mediolanu, zbudowany w połowie XV wieku, na planie kwadratu z dziedzińcem w środku. Otoczony jest murem z blankami i narożnymi basztami. Posiada suchą fosę.

## Położenie

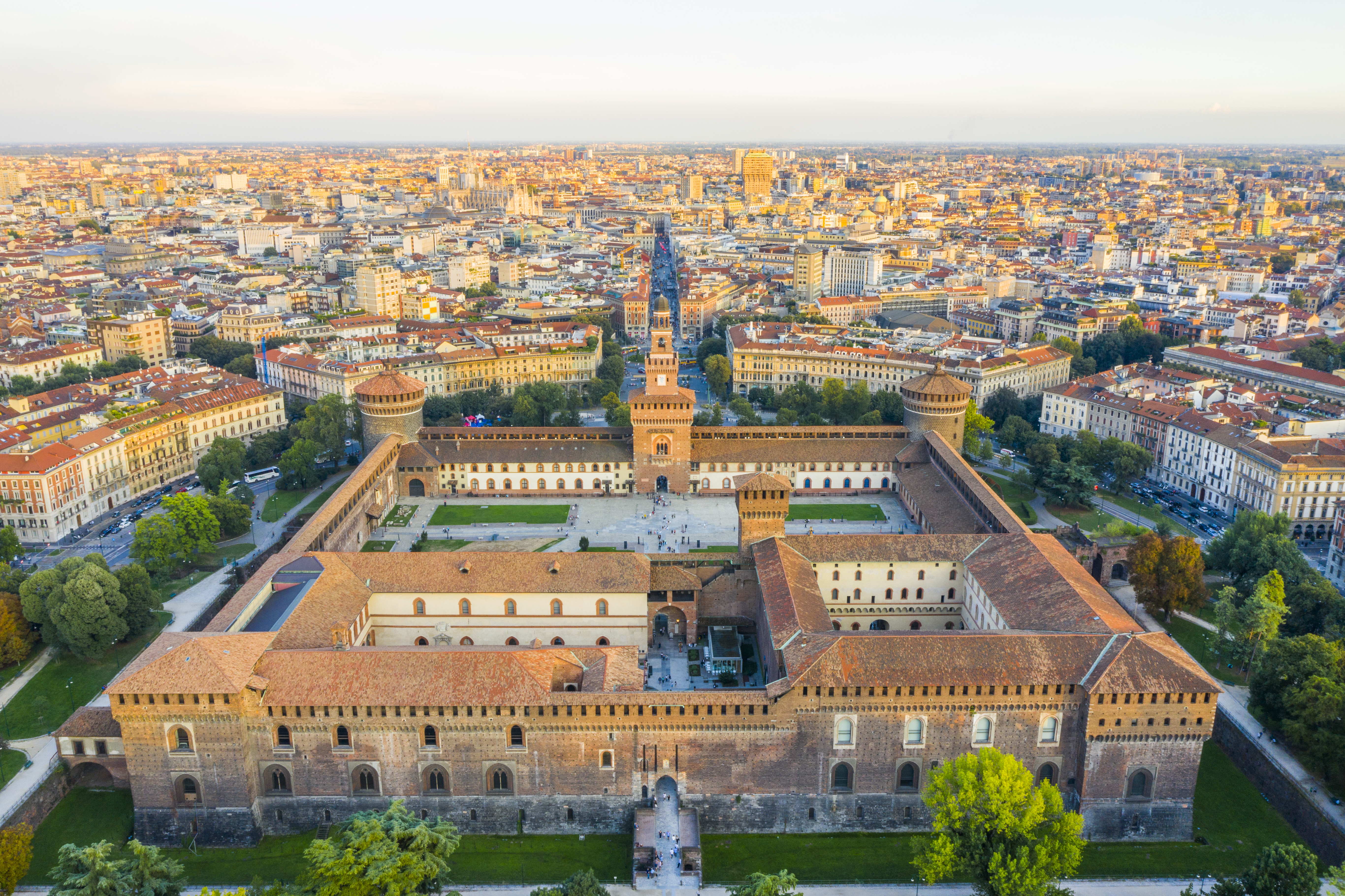
Dziedziniec Castello Sforzesco

Zamek położony jest w centrum Mediolanu, na północny zachód od Piazza il Duomo. Wieża bramna od strony południowo-wschodniej, najwyższa w całym złożeniu ulokowana jest od strony via Dante, prowadzącej do zamku od strony placu katedralnego, Piazza il Duomo. Na przedpolu bramy, na jej osi znajduje się współczesna fontanna. Oś głównego najazdu jest podkreślona przez szeroką Largo Cairoli aż do nieodległego Piazza Cairoli i dalej przez via Dante.
Dookoła zamku przedpole zostało zachowane aż do bulwaru opasującego Zamek od strony południowo-zachodniej aż do wschodniej. Z tyłu od strony północno-zachodniej na osi założenia, na zapleczu zamku znajduje się Park Sempione (Parco Sempione), którego główną przestrzeń podkreśla osiowo zlokalizowany nieregularny zbiornik wodny oraz łuk triumfalny z początków XIX wieku. W dalszej perspektywie widoczny jest bulwar Sempione, podkreślający główną oś założenia.

## Historia
Siedziba książęca rodu Sforzów. Wielokrotnie rozbudowywany i przebudowywany. W latach 1893–1906 zrekonstruowany, w latach 1954–1956 odrestaurowany po zniszczeniach w czasie II wojny światowej i przystosowany do nowoczesnej ekspozycji muzealnej.

## Muzea Castello Sforzesco
- Musei di Castello Sforzesco: Museo d’Arte Antica – Muzeum Sztuki Antycznej

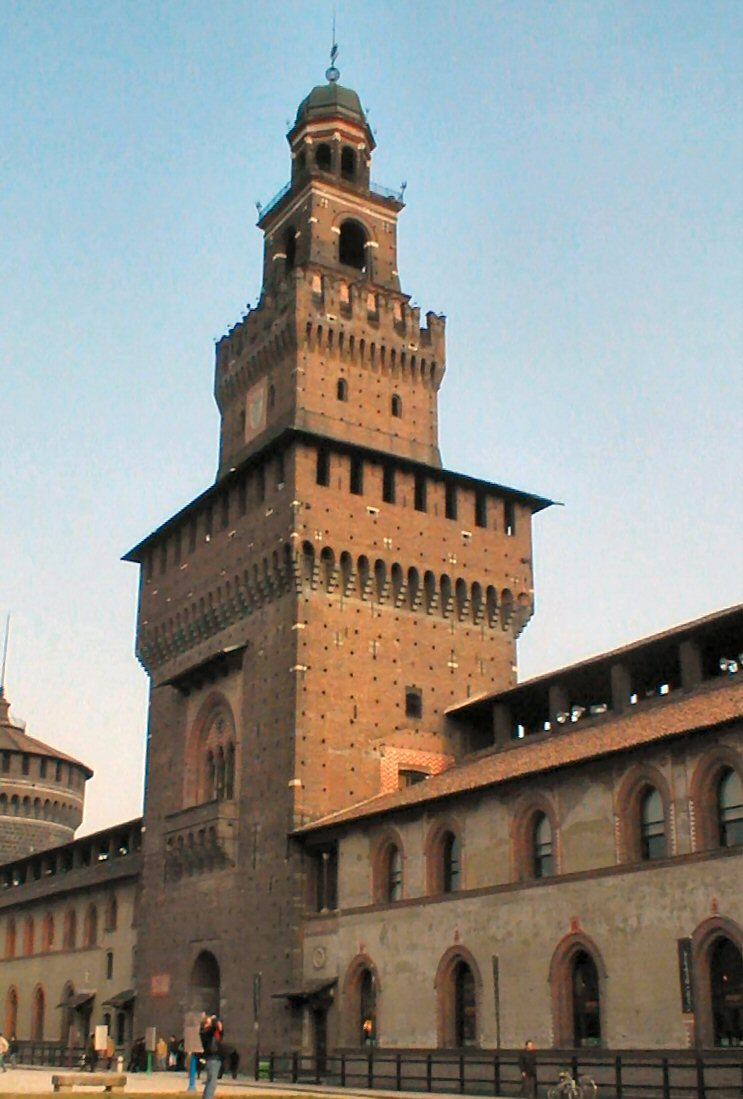
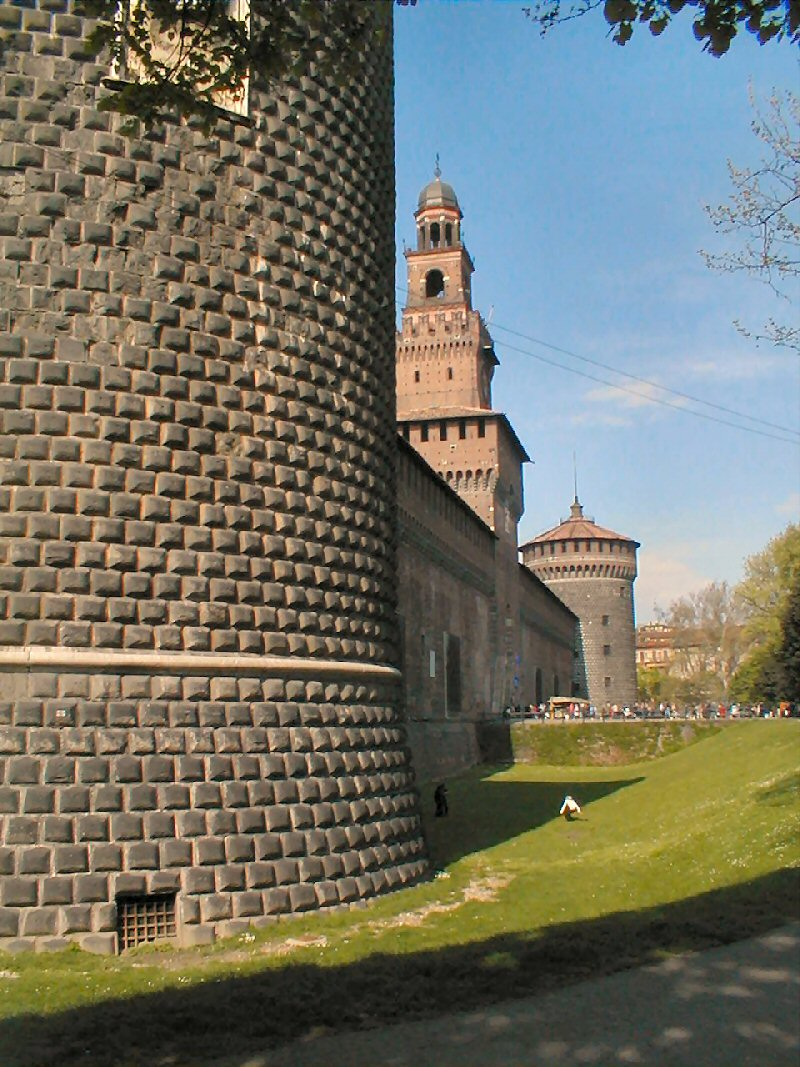
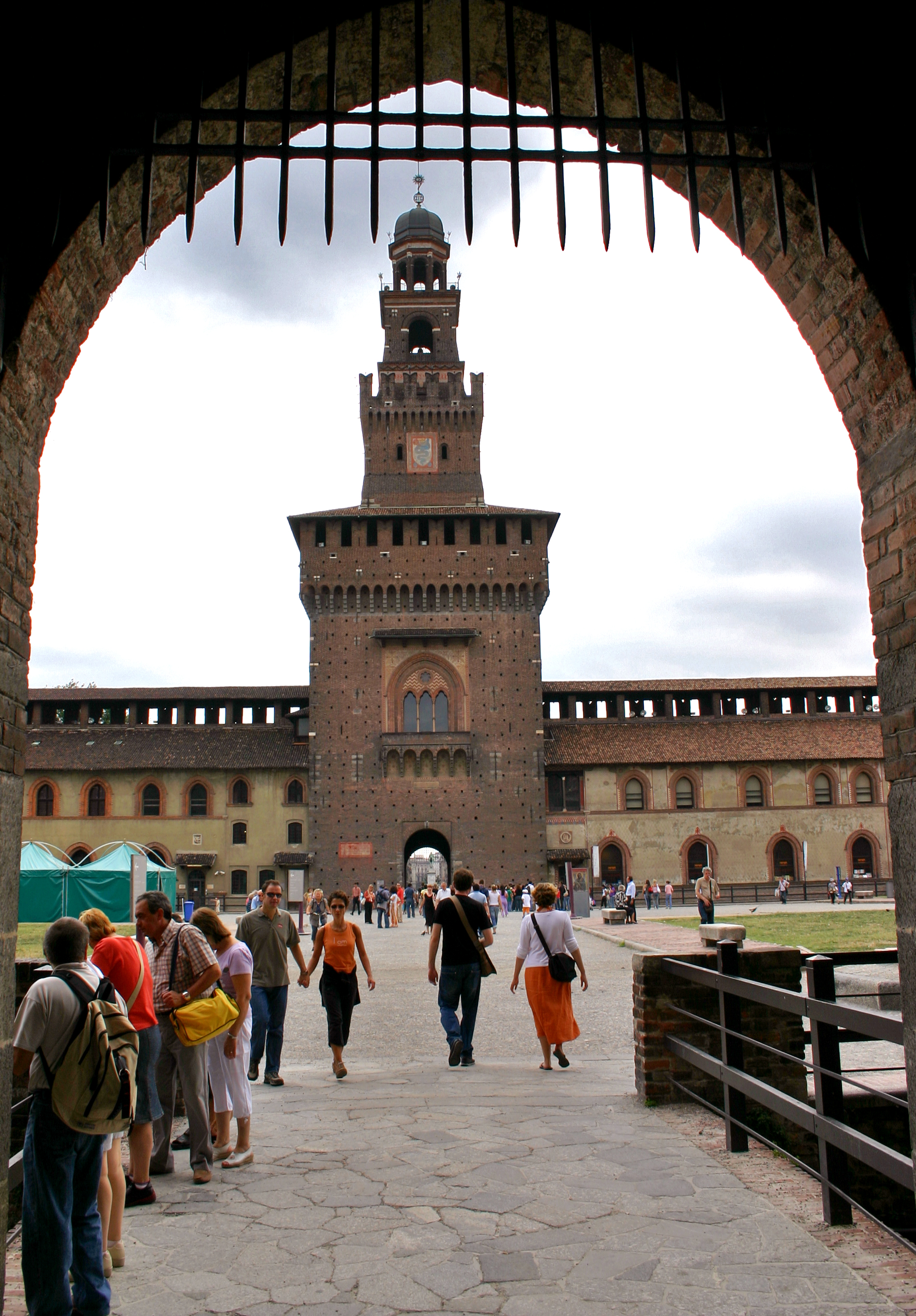
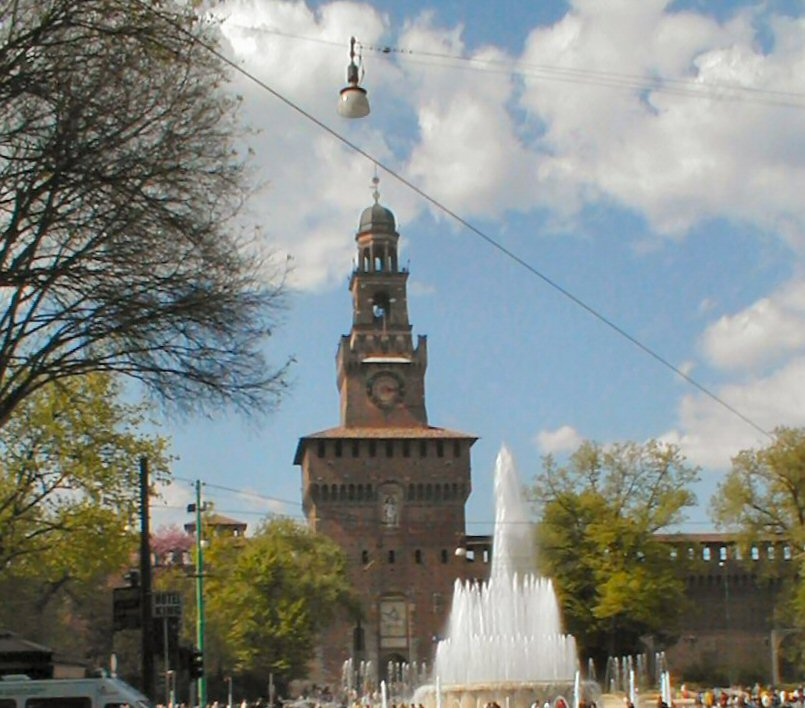

- Musei di Castello Sforzesco: Pinakoteka Castello Sforzesco – Galeria Obrazów

Mieści m.in. kolekcję średniowiecznej, renesansowej i barokowej sztuki włoskiej, francuskiej i holenderskiej. Do najcenniejszych eksponatów należy Pietà Rondanini – ostatnie, nieukończone dzieło Michała Anioła.
- Musei di Castello Sforzesco: Museo delle Arte Decorative – Muzeum Sztuki Użytkowej
- Musei di Castello Sforzesco: Museo degli Strumenti Musicali – Muzeum Instrumentów Muzycznych
- Musei di Castello Sforzesco: Museo Egizio – Muzeum Egipskie
- Musei di Castello Sforzesco: Museo della Preistoria e Protostoria – Muzeum Prehistoryczne